# Manoire
Der Manoire ist ein Fluss in Frankreich, der im Département Dordogne in der Region Nouvelle-Aquitaine verläuft. Er entspringt beim Weiler Les Touquets, im westlichen Gemeindegebiet von Thenon, entwässert generell in westlicher Richtung und mündet nach rund 27 Kilometern im Gemeindegebiet von Boulazac, knapp östlich von Périgueux, als linker Nebenfluss in die Isle.

## Orte am Fluss
- Fossemagne
- Saint-Pierre-de-Chignac
- Sainte-Marie-de-Chignac
- Saint-Laurent-sur-Manoire
- Boulazac